# Тис ягідний (Надвірнянський район, Зарічанське лісництво)
Тис ягідний — ботанічна пам'ятка природи місцевого значення. Об'єкт розташований на території Надвінянського району Івано-Франківської області, Зарічанське лісництво, квартал 7, виділ 4.
Площа — 0,0100 га, статус отриманий у 1988 році.